# مزرج
مزرج از توابع بخش مرکزی شهرستان قوچان در استان خراسان رضوی ایران است.
این شهر به گویش ترکی خراسانی به صورت مِجِریک تلفظ می‌شود.

## جمعیت
این شهر در بخش مرکزی شهرستان قوچان قرار داشته و براساس سرشماری سال ۱۳۸۵جمعیت آن ۳٬۷۰۴ نفر (۸۷۳ خانوار) بوده‌است.